# 아마존 프라임

로고

아마존 프라임(Amazon Prime)은 아마존이 제공하는 유료 구독 서비스의 하나로, 일반 아마존 고객이 이용할 수 없거나 추가 비용을 내야만 이용할 수 있는 서비스를 사용자에게 제공한다. 여기에는 2일 무료 배송, 프라임 나우를 통한 비용 지불 시 2시간 배송, 스트리밍 음악과 비디오, 기타 혜택이 포함된다. 2018년 4월, 아마존은 프라임 구독자 수가 전 세계에서 100,000,000명을 넘어섰다고 보고하였다.

## 프라임 뮤직
프라임 뮤직은 스포티파이와 매우 비슷한 음악 스트리밍 서비스이다.

## 프라임 비디오
이 서비스는 아마존 언박스라는 이름으로 미국에서 2006년 9월 7일 데뷔하였다. 2008년 9월 4일, 이 서비스의 명칭은 아마존 비디오 온 디맨드로 변경되었다. 2011년 2월 22일, 이 서비스의 이름은 아마존 인스턴트 비디오로 리브랜딩되었다.

## 프라임 리딩
2016년 10월을 기점으로 미국 내 프라임 멤버들은 프라임 리딩을 통해 킨들 전자책에 접근할 수 있다.